# Pleasant T. Chapman
Pleasant Thomas Chapman (* 8. Oktober 1854 bei Vienna, Illinois; † 31. Januar 1931 ebenda) war ein US-amerikanischer Politiker. Zwischen 1905 und 1911 vertrat er den Bundesstaat Illinois im US-Repräsentantenhaus.

## Werdegang
Pleasant Chapman besuchte die öffentlichen Schulen seiner Heimat und danach bis 1876 das McKendree College in Lebanon. In den folgenden Jahren arbeitete er als Lehrer. Zwischen 1877 und 1882 war er Schulrat im Johnson County. Nach einem anschließenden Jurastudium und seiner 1878 erfolgten Zulassung als Rechtsanwalt begann er in Vienna in diesem Beruf zu praktizieren. Chapman stieg auch in das Bankgewerbe ein und betätigte in der Landwirtschaft sich. Von 1882 bis 1890 amtierte er auch als Bezirksrichter im Johnson County. Gleichzeitig schlug er als Mitglied der Republikanischen Partei eine politische Laufbahn ein. Von 1890 bis 1902 gehörte er dem Senat von Illinois an.
Bei den Kongresswahlen des Jahres 1904 wurde Chapman im 24. Wahlbezirk von Illinois in das US-Repräsentantenhaus in Washington, D.C. gewählt, wo er am 4. März 1905 die Nachfolge des Demokraten James R. Williams antrat. Nach zwei Wiederwahlen konnte er bis zum 3. März 1911 drei Legislaturperioden im Kongress absolvieren. Im Jahr 1910 wurde er nicht erneut bestätigt. Nach dem Ende seiner Zeit im US-Repräsentantenhaus arbeitete Chapman wieder als Anwalt. Er war auch weiterhin im Bankgewerbe und in der Landwirtschaft tätig. Im Juni 1924 nahm er als Delegierter an der Republican National Convention in Cleveland teil, auf der Präsident Calvin Coolidge zur Wiederwahl nominiert wurde. Er starb am 31. Januar 1931 in seiner Heimatstadt Vienna.